# 施瓦宾-弗赖曼
施瓦宾-弗赖曼（德語：Schwabing-Freimann）是德国巴伐利亚州首府慕尼黑的市辖第12区。它由原城市施瓦宾的东部地区、原市镇弗赖曼和其东侧部分以及在并入慕尼黑前曾属市镇加兴的弗勒特马宁所共同组成。该市辖区也是慕尼黑在1992年进行区划改革的结果，其内部的社会结构及市容特征存在有巨大差异。约在1900年建立的施瓦宾西侧部分则构成了另一市辖区施瓦宾西。

## 方位
施瓦宾-弗赖曼位于慕尼黑北部的伊萨尔河左岸。其南端是以凯旋门为界，这大致是过去慕尼黑和施瓦宾两座城市之间的边界；区的北端为如今的的慕尼黑地界，东端则通过伊萨尔河相隔。西端边界是从南部开始，沿腓特烈街、维多利亚街、锡门街和伊索德街伸展，然后在哈特畔和弗赖曼之间主要沿利奥波德大街和英戈尔施塔特街伸展。
与施瓦宾-弗赖曼相邻的分别是西部的市辖区米贝茨霍芬-哈特畔和施瓦宾西，南部的市辖区马克斯近郊和老城-莱赫尔，东部伊萨尔河对岸的市辖区博根豪森、市镇温特弗灵和伊斯马宁，以及北部的城市加兴和市镇上施莱斯海姆。

## 分区

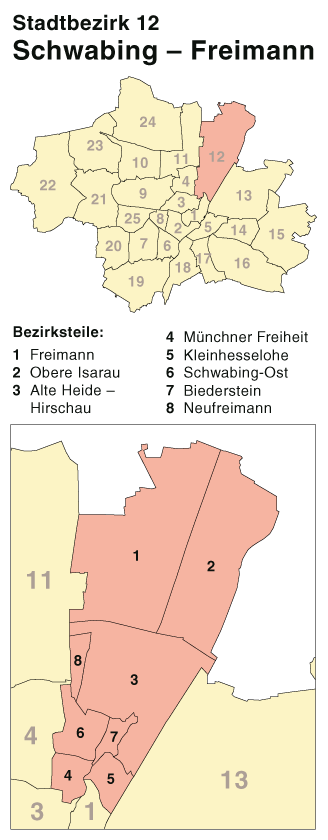
施瓦宾-弗赖曼辖下市分区

### 施瓦宾
施瓦宾早在公元782年便首次以的名义在文献中被提及。这一名称来源于，意指“施瓦本人的一个定居点”。施瓦宾村庄于1886年升格为城市，然后于1890年被并入慕尼黑。至1909年，原施瓦宾市区西部的新建区域从施瓦宾市辖区中剔除出来，并组成为独立的市辖区施瓦宾西。在1890年左右形成的法伊利奇广场，即今慕尼黑自由广场——作为北部终端的一个新城市规划中心连同的信義宗救主堂，迅速发展成为施瓦宾充满活力的中心。至1940年，施瓦宾那些归入市辖区的部分已获得了如今的形态。自2000年起，就如何创建新的居民社区（例如位于弗赖曼边界旁工业用地上的施瓦宾公园城），当局在对高度工业化的弗赖曼改变土地用途之前开始征求公众意见。

#### 于现市辖区内的原施瓦宾市历史分区

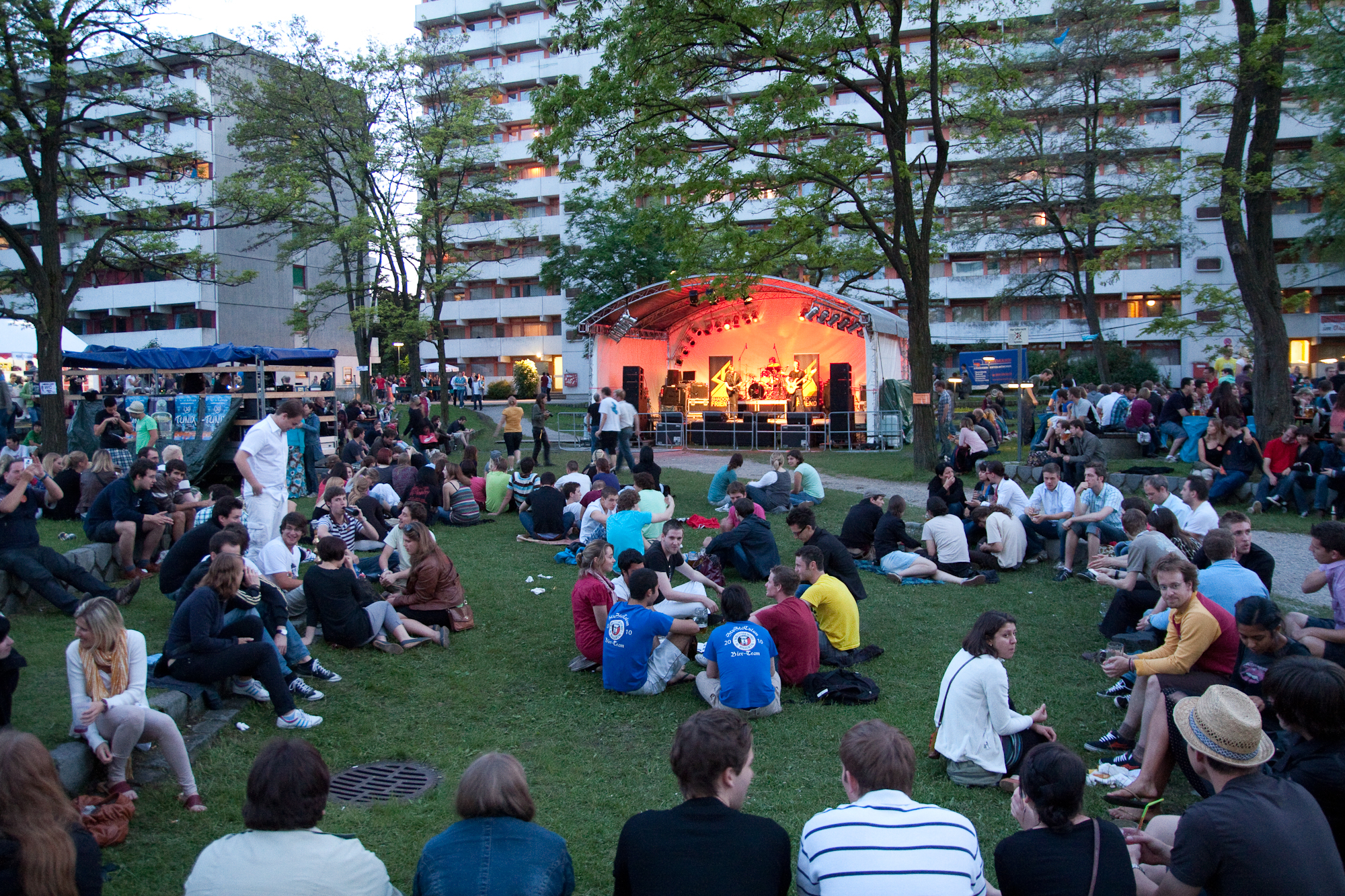
大学城内的学生活动

- 奥迈斯特，施瓦宾市：在开辟了英国花园后，来自牧场狩猎官员的家园便从莱赫尔搬迁至北缘的希尔绍（德语：Hirschau (München)）。1810/11年间，宫廷砌墙师约瑟夫·戴格尔迈尔（Joseph Deiglmayr）在一个前园艺建筑的原址上新建了一个杂用建筑，现在被称为奥迈斯特（德语：Aumeister）。当森林和牧场官员不仅在伊萨尔河低地的这一部分筑篱寻求猎物，而是也成为宫廷猎人宴请的参与者后，奥迈斯特便成为远足者在希尔绍进行狩猎任务前的探访之地。因此它开发了一个受欢迎的客栈附带啤酒花园（德语：Biergarten），并且时至今日仍受远足者经常光顾。奥迈斯特位于大学城（德语：Studentenstadt Freimann）东侧的希尔绍以及弗灵环路（德语：Föhringer Ring）的正南方。奥迈斯特于1818年成为市镇施瓦宾的一部分，并在1890年11月20日与城市施瓦宾一同被并入王国首都及宫城慕尼黑。

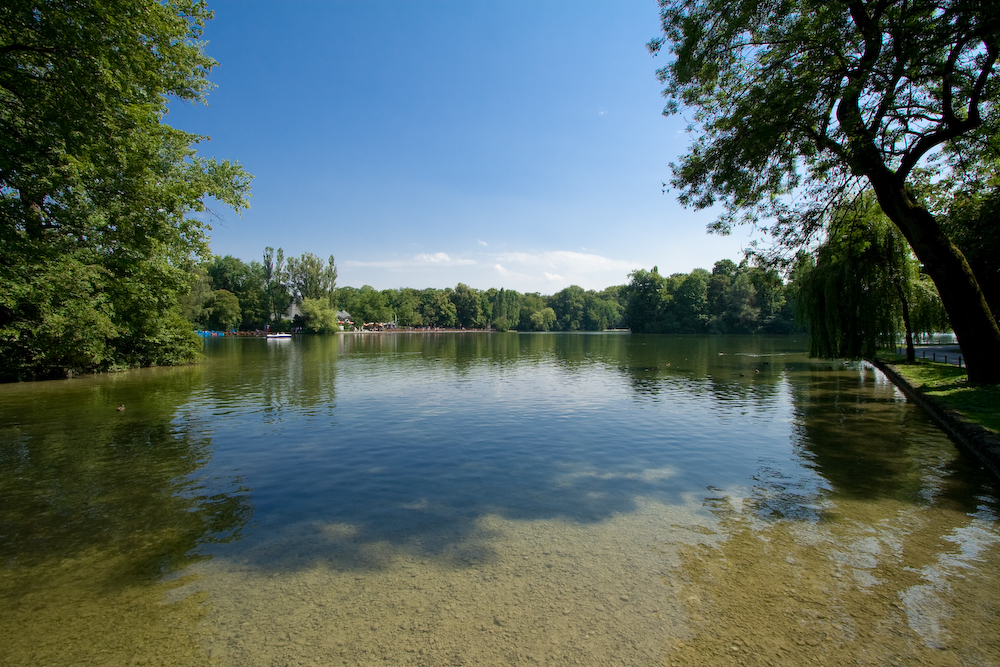
小黑瑟尔洛厄湖

叙雷讷城堡

- 比德施泰因，施瓦宾市：比德施泰因是在1784年10月17日以的名义首次在文献中提及。在如今比德施泰因大街周边，这一名称意味着许多诸如正直城堡（Wackeres Schloss）之类的地名，因为施泰因（stein，意译为“石堡”）是法式城堡或城堡的常用名称，而比德（bieder，意译为“正直”）则是其常见的前缀。自1818年起，比德施泰因成为市镇施瓦宾的一部分，并在1890年11月20日与城市施瓦宾一同被并入慕尼黑。小黑瑟尔洛厄湖及比德施泰因大学生宿舍（德语：Wohnheim Biederstein）均位于比德施泰因市分区。
- 希尔绍，施瓦宾市：希尔绍最早是以为名出现在1808年的城市地图中，其名称衍生自“鹿（Hirsche）”，泛指在慕尼黑北部伊萨尔河左岸牧场的多野兽之地。在一份1613年的地图中便展示有鹿在后来英国花园所在的位置中吃草的场景。它有时也被称为希尔施安格（Hirschanger），比如在1712年的一份地图中，这一地区在1798年至1804年是作为英国花园的延续而一直伸展至奥迈斯特，自1808年起，它仅使用希尔绍的称谓。希尔绍于1818年成为市镇施瓦宾的一部分，并在1890年11月20日与城市施瓦宾一同被并入慕尼黑。
- 中施瓦宾，施瓦宾市：枢密顾问（德语：Geheimrat）、司库大臣（德语：Kämmerer）兼最高狩猎长官约翰·特奥多尔·冯·瓦尔德基希（Johann Theodor von Waldkirch）在村庄施瓦布购入了一处带花园的亭榭（德语：Lusthaus），并在1774年1月22日通过选帝侯马克西米利安三世（德语：Maximilian III. Joseph (Bayern)）升格成贵族官邸（德语：Edelsitz），名为中-施瓦宾（Mitter-Schwäbing），这也是其首次在文献中被提及。这处法式城堡随后被哲学家弗朗茨·冯·巴德（德语：Franz von Baader）所收购，故而自此也被称为巴德城堡（Baaderschlösschen）。场所的建筑已在1890年左右拆毁，其原址如今是位于利奥波德大街旁、法伊利奇街角的施瓦宾啤酒厂。这个由占地40塔格维克（德语：Tagewerk）的田庄发展而来的市分区如今已很少使用“中施瓦宾”的称谓。自1818年起，它成为市镇施瓦宾的一部分，并在1890年11月20日与城市施瓦宾一同被并入慕尼黑。
- 诺伊费尔德，施瓦宾市：这个原属约瑟夫·冯·洛德伦主教的资产是在1789年通过选帝侯卡爾·泰奧多爾升格成骑士官邸（德语：Rittergut），并在1793年以的名义获得三个相关庄园的低级审判权（德语：Niedere Gerichtsbarkeit），这也是它以此名称首次在文献中所提及。1802年，内廷总监（德语：Hofmarschall）路德维希·冯·戈伦收购了骑士官邸并且更名为戈伦城堡。它至今仍然存在于比德施泰因大街21号上。“诺伊费尔德”的名称如今已很少使用。它自1818年起成为市镇施瓦宾的一部分，并在1890年11月20日与城市施瓦宾一同被并入慕尼黑。
- 新施瓦宾，施瓦宾市：早在19世纪中期便已在市镇施瓦宾的南部地带兴起。据1858年的城市地图已显示有个别房屋出现在（施瓦宾的）英戈尔施塔特街两旁，即现利奥波德大街。特指利奥波德大街介乎于南部格里格街至北部米贝茨霍芬街/多马克街之间的区域的称谓“新施瓦宾（Neuschwabing）”如今已很少使用。在市辖区重组后，新施瓦宾的西侧，即今英戈尔施塔特大街的部分已被划入市辖第11区——米贝茨霍芬-哈特畔管辖。新施瓦宾是在1890年11月20日与城市施瓦宾一同被并入慕尼黑。
- 叙雷讷，施瓦宾市：于1718年5月5日首次在文献中被提及，当时的选帝侯马克西米利安·埃马努埃尔（德语：Maximilian II. Emanuel (Bayern)）将属于其私密及内阁秘书伊格纳兹·冯·威廉的领地以之名升格为贵族官邸，并同时授予低级审判权。随着时间的推移，其名称在语言惯用语上逐渐演变成，即叙雷讷。境内的叙雷讷城堡（德语：Schloss Suresnes）现在成为了位于韦内克街的天主教学院的一部分。叙雷讷自1818年起成为市镇施瓦宾的一部分，并在1890年11月20日与城市施瓦宾一同被并入慕尼黑。

#### 于现市辖区内的原施瓦宾市新设分区
- 埃米莉霍夫：从1952年至1959年，建筑业主卡尔·施特尔（德语：Karl Stöhr (Architekt)）在老荒原（德语：Alte Heide (München)）定居点以北，介乎于迪特斯海姆街、万德列街、多马克街和加兴街之间建立了一个住宅区，并以他妻子和女儿相同的名字“埃米莉（Emilie）”命名。其词末也根据当时的住宅区命名惯例使用“霍夫（Hof，意指大院、院落）”。虽然这里严格意义上属于施瓦宾管辖，但由于多马克街大致上作为原城市施瓦宾和原市镇弗赖曼之间的边界，因此公众直觉上会把埃米莉霍夫归为弗赖曼管辖。

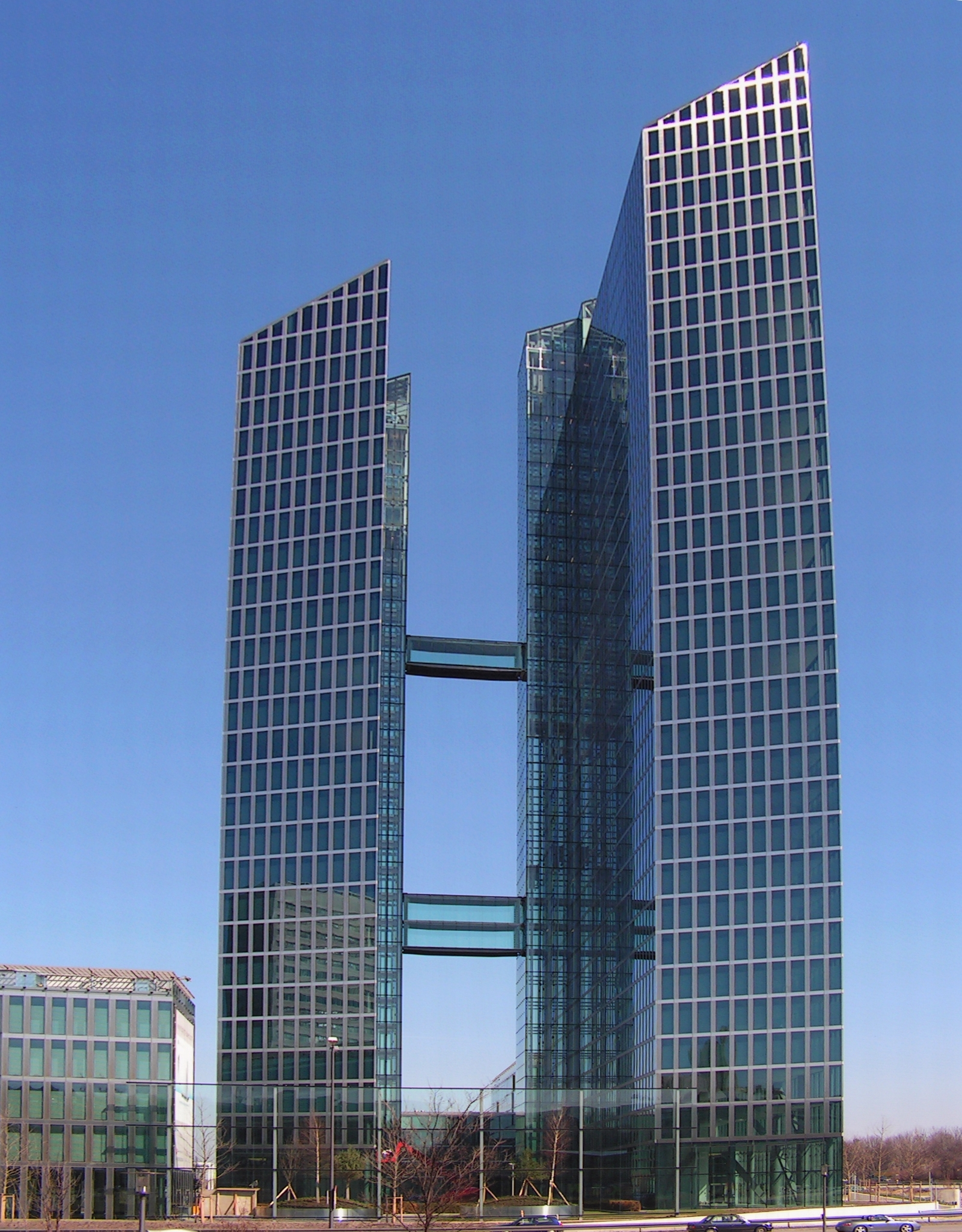
高光塔

- 施瓦宾公园城（德语：Parkstadt Schwabing）：作为“社会平衡土地用途”城市政策的一部分，自2000年以来，在南至申肯多夫街（德语：Schenkendorfstraße (München)）、东至通往纽伦堡的9号高速公路、北至多马克街和通往前弗赖曼中修车间（德语：Ausbesserungswerk München-Freimann）的已废弃货运铁路线之间，有一块面积达40.5公顷的原工业用地正根据建筑师安德烈·佩雷特（德语：André Perret）和景观建筑师（德语：Landschaftsarchitekt）赖纳·施密特（Rainer Schmidt）的设计改造为一个全新的市分区，它将包含一个集写字楼、酒店和购物中心于一身的建筑复合体并提供1500个服务及手工业职位，以及一个设有1500套住房（其中500套为保障房）的住宅区。作为慕尼黑居住区“紧凑-都市化-环保”愿景的典范，施瓦宾公园城在其核心地块拥有一条650米长的景观带，名为“中央公园（Zentraler Park）”。该地区普遍被公众误认为属弗赖曼管辖——虽然多马克街明显作为原城市施瓦宾和原市镇弗赖曼之间边界的标记，但都完全重新排列，过去的街道例如杜伊斯堡街、克雷费尔德街、鲁尔奥特街和马格德堡街都进行了越界建设或移动。区内公共交通的连接主要是通过地铁6号线的北部公墓站（德语：U-Bahnhof Nordfriedhof）和老荒原站来实现。自2009年12月起，23路有轨电车经由申肯多夫桥（德语：Schenkendorfbrücke）接入公园城，这条线路将南部的慕尼黑自由广场和北部位于前冯克军营（德语：Funkkaserne）原址上的城市开发区——多马克公园（德语：Domagkpark）连接在了一起[2]。此外，公园城还设有天际塔（德语：Skyline Tower）位于多马克街和瓦尔特·格罗皮乌斯街拐角、高光塔（德语：Highlight Towers）位于密斯·凡德罗街，以及德国商业银行行政部和德意志联邦银行（原国家中央银行（德语：Landeszentralbank））的一个分行位于利奥波德大街。

### 弗赖曼
弗赖曼是在948/957年首次以的名义在文献中被提及。这个名字的意思是“成为自由人”。而自由人（Freie Männer、Freimänner或Barschalken）则特指拥有当时人身自由和土地，但需要赋税的个人。老的地方中心位于海因里希·格罗赫街11号的旧乡村教堂圣尼古拉堂，其早前的主保圣人为童貞瑪加利大。
1818年，弗赖曼携同辖区库图尔海姆（Kulturheim）和拉彭（Lappen）成为独立的市镇。腓特烈·克虏伯股份公司于1916年在弗赖曼设立了巴伐利亚军械厂（Bayerischen Geschützwerke），该工厂在第一次世界大战后被清算。德意志国铁路也瞄准这块土地在1927年至1931年间建造了国家铁路弗赖曼中修车间，并同时在这附近兴建了一个大型定居点。其它的工厂企业也相继入驻弗赖曼。
1931年10月1日，弗赖曼被并入州府慕尼黑。帝国小型定居点于1932年在弗赖辛州县公路和施莱斯海姆运河间的库图尔海姆街开始兴建，并于1933年7月31日落成。在老地方中心西侧的利林塔尔街，则设有由美国建筑师赫尔穆特·雅恩所设计的慕尼黑MOC活动中心，这是慕尼黑展览公司的运营场所。

#### 于现市辖区内的原弗赖曼镇历史分区
- 弗洛里安磨坊，弗赖曼镇：弗洛里安磨坊最初是位于库图尔海姆境内、加兴磨坊引水槽（德语：Garchinger Mühlbach）旁的一处农业作坊，于1895年作为谷物磨坊登记在册。在卡尔·卡尔滕巴赫（德语：Karl Kaltenbach）于1932年开设了一家私人拥有的公共家庭浴场后，弗洛里安磨坊的称为被正式确立为地名。浴场现已结业。1818年，弗洛里安磨坊以从属于库图尔海姆的关系而成为市镇弗赖曼的一部分，并在1931年10月1日与市镇弗赖曼一同被并入州府慕尼黑。
- 库图尔海姆，弗赖曼镇：库图尔海姆最早是在1808年以的名义被提及。这个名称来源于农民在这块伊萨尔河漫滩上的努力耕作。加兴磨坊引水槽流经定居点的西侧，并将其与弗赖曼分隔。自1932年起，弗洛里安磨坊成为一个独立的地分区并从当时的库图尔海姆分离。1952年，州府慕尼黑的市议会决定，取消其名称中的s属格，因为其含义在语法中是不合理的。如今的库图尔海姆是巴伐利亚电视台（德语：BR Fernsehen）的演播室所在地，在地区北部还设有ECC会议中心（德语：ECCKongresszentrum）。库图尔海姆于1818年成为市镇弗赖曼的一部分，并在1931年10月1日与市镇弗赖曼一同被并入州府慕尼黑。

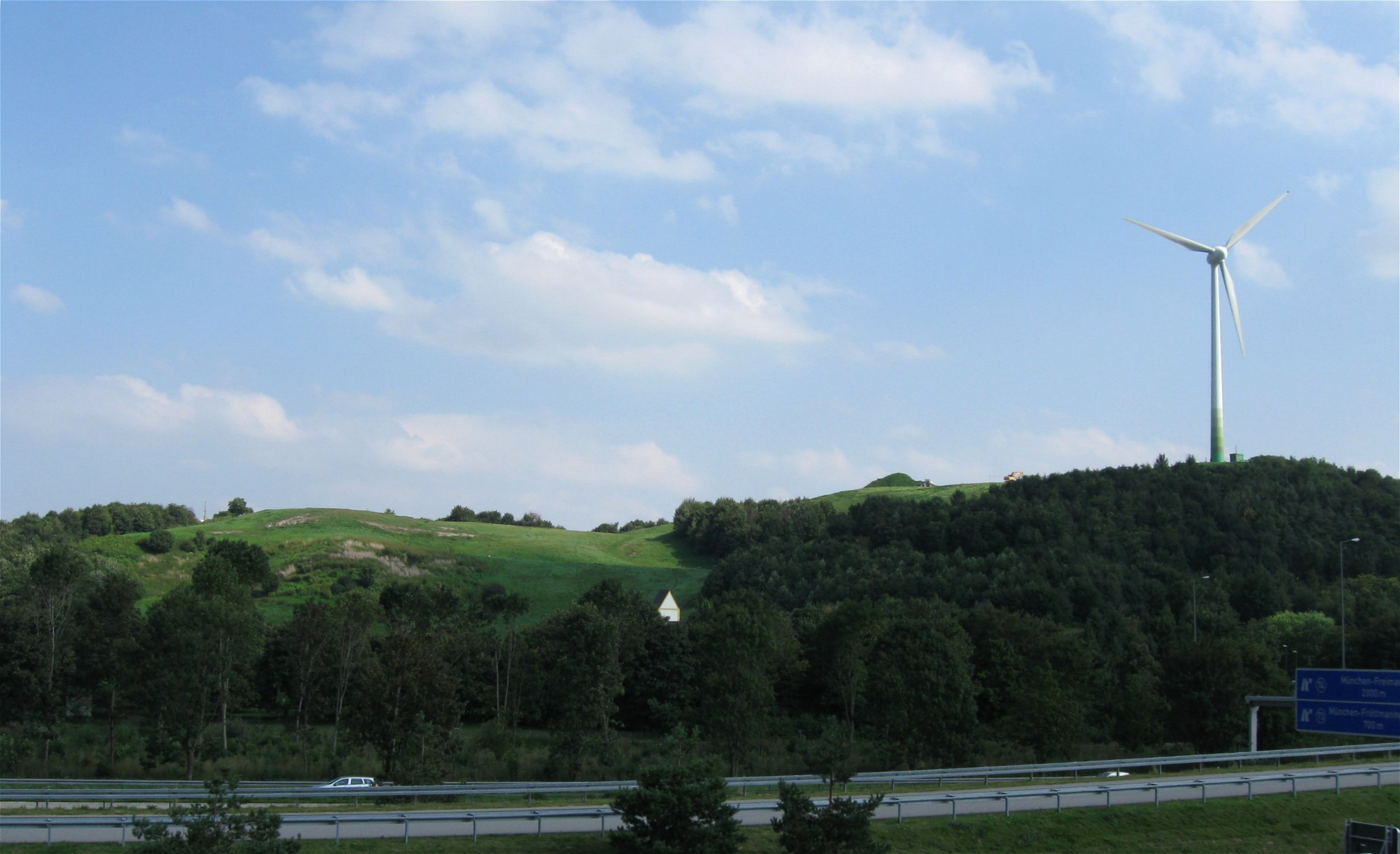
弗勒特马宁山

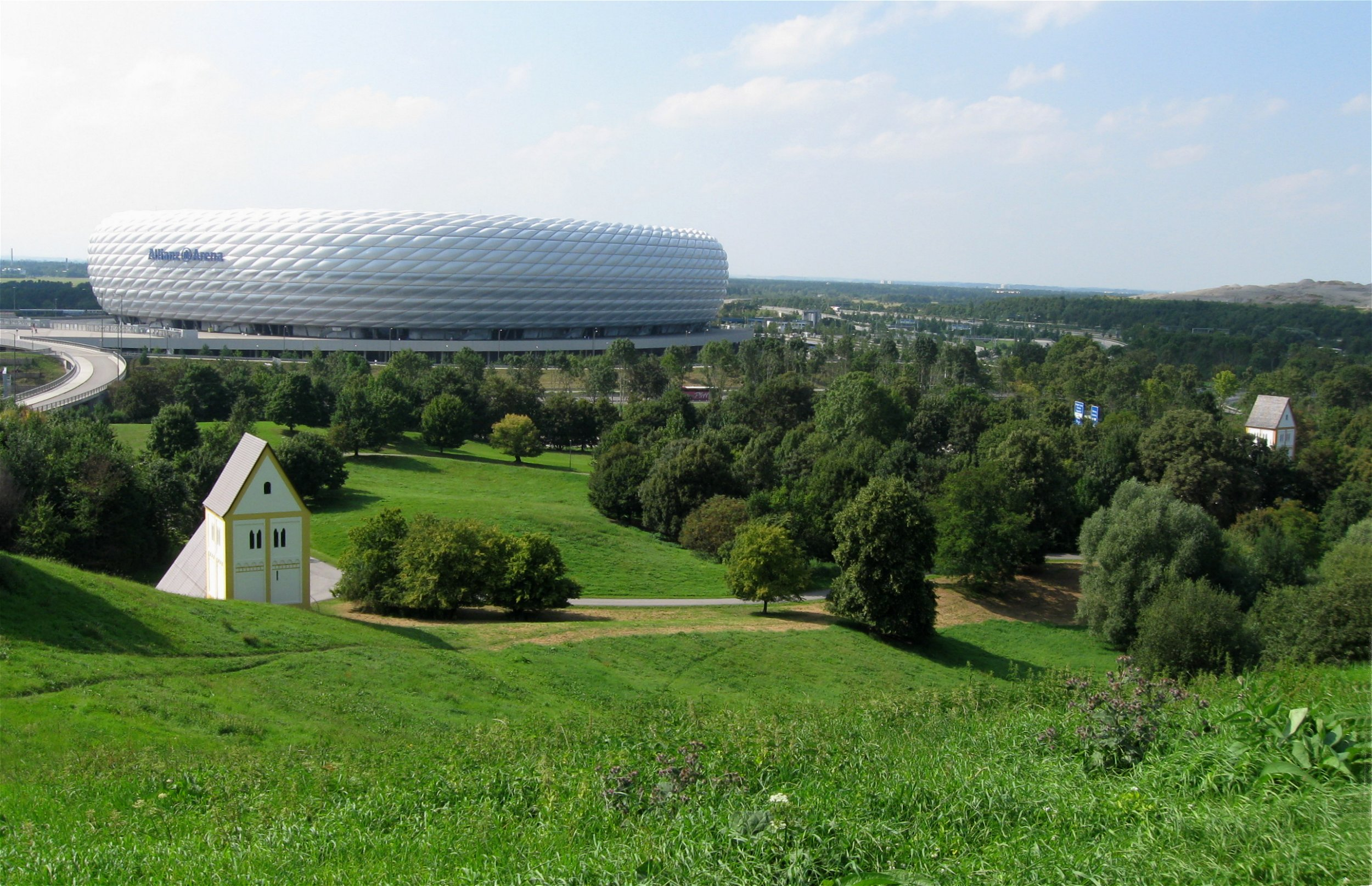
弗勒特马宁山景观，左侧为装置艺术“逝去之村”，右侧为圣十字教堂，背景为安联球场

- 拉彭，弗赖曼镇：被划分为大拉彭和小拉彭的村庄拉彭最早是在一份约1167年至1170/71年左右的文件中，以的名义被首次提及。其名称的来源是存在争议的：当前所采纳的最有可能是派生自单词，意指“泥泞之地”。但也不能排除这是来自的派生词，后者意指“阔叶树林”。在拉彭分布有大量的市政基础设施，包括慕尼黑1号污水处理厂，它占据了大拉彭的大部分面积；以及作为一小部分位于拉彭的弗勒特马宁山（德语：Fröttmaninger Berg）的一个堆填场，但后者大部分是位于弗勒特马宁的土地上。大拉彭的地皮主要是供当地自身的工业酒精蒸馏厂作煅烧之用[3]。在如今的公众意识里，拉彭不再是作为一个整体，而是被细分为大拉彭和小拉彭。拉彭于1818年成为市镇弗赖曼的一部分，并在1931年10月1日与市镇弗赖曼一同被并入州府慕尼黑。
- 新弗赖曼，弗赖曼镇：“新弗赖曼（Neufreimann）”这一名称最早是作为市镇弗赖曼的首个大型开发项目而在1858年3月20日被首次提及。在1858年左右，首批住房在如今的英戈尔施塔特街，即南部的米贝茨霍芬街/多马克街和北部的许讷贝克街之间落成，旨在作为新施瓦宾的延伸。第二次世界大战结束后，美国将位于如今欧洲工业园周边的卡尔特黑尔贝格（Kaltherberg）工人居住区没收为军事管制房，以作为新弗赖曼的移民营（德语：DP-Lager）来收容被迫迁入德国的移民。然而卡尔特黑尔贝格居住区仍属米贝茨霍芬。自1960年起，新弗赖曼开始作为围绕在多马克街和法兰克福环路（德语：Frankfurter Ring）周边的工业用地（包括其中规模最大的欧洲工业园）的代名词。新弗赖曼也有其它供联邦国防军使用的设施，因此除了冯克军营（德语：Funkkaserne）外还有巴伐利亚军营（德语：Bayern-Kaserne），作为慕尼黑北部军营地带的一部分，后者已于2011年底被撤销。新弗赖曼当前正处于转型阶段，这主要涉及已撤销的冯克军营和法兰克福环路旁的旧工业用地。随着1992年的慕尼黑区划改革，英戈尔施塔特街西部的地区以及该街街东部的卡尔特黑尔贝格居住区被纳入市辖第11区米贝茨霍芬-哈特畔管辖。新弗赖曼是在1931年10月1日与市镇弗赖曼一同被并入州府慕尼黑。
- 新黑尔贝格（Neuherberg），弗赖曼镇：新黑尔贝格（不应与上施莱斯海姆镇内的同名分区混淆）最早是在1549年7月10日以的名义被提及。其名称意指“新旅店”或“新房子”。而黑尔贝格在这里可能意味着一个客栈，这是一个1582年便存在的、带餐饮性质的牧场农舍。1618年，新黑尔贝格成为选帝侯领地。在1783年选帝侯宫廷财政机关的一份关于农舍的评估报告中，形容新黑尔贝格是“自1635年至1755年处于衰退的状态并至那时已经存在有冰冷的黑尔贝格（kalte Herberg）之讽语”，因此这是个低舒适度的膳宿。当时对于这一庄园的膳宿客栈称谓是卡尔特黑尔贝格（Kaltherberge，意指冰冷的客栈），而后者自1720年起也成为了庄园的昵称。名称和庄园一直生活在阴影之中，直至市议会在1934年3月13日决定在哈特畔定居点北部兴建一个小型住宅区，并赋予其官方的称谓——新黑尔贝格（Neuherberge）。但国家邮政部（德语：Reichspostministerium）和国家档案总局则对住宅区的名称提出反对，因为它们担心这会与市镇上施莱斯海姆辖下的同名分区混淆。于是巴伐利亚地方长官并未批准这一命名。住宅区是以新黑尔贝格为临时名称在1936年落成，而在1936年8月27日的住宅区合同移交时，住宅区仍然没有官方名称。直至第二次世界大战过后，新黑尔贝格的名称才得到批准，这是慕尼黑的重建部门发现地方长官的审批程序已然过时。新黑尔贝格于1818年成为市镇弗赖曼的一部分，并在1931年10月1日与市镇弗赖曼一同被并入州府慕尼黑。

#### 于现市辖区内的原弗赖曼镇新设分区
- 欧洲工业园（德语：Euro-Industriepark）：欧洲工业园是新弗赖曼最大的工业用地之一，它是由欧洲之地公司（Euro-Boden GmbH）的持有人——安东·迪特（Anton Ditt）于1963年在德国联邦铁路的一处用地上创建。1968年，当时有40家公司在欧洲工业园同时开业。时至今日（截至2012年）它仍然是慕尼黑最大的工业园之一，其特征是广泛分布的大型批发市场；其周边则开设有多家妓院。

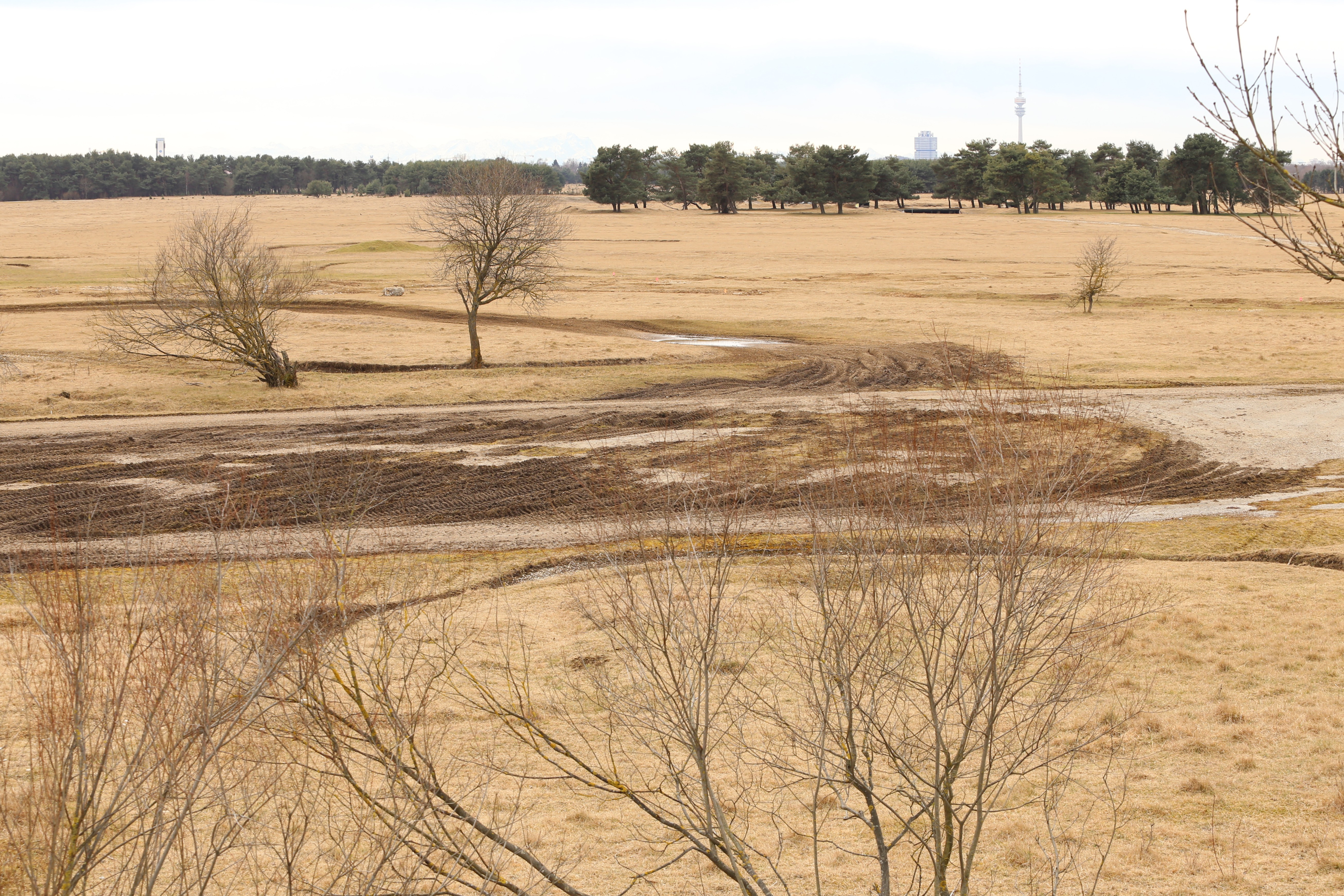
弗勒特马宁荒原

- 弗赖曼荒原：弗赖曼荒原（Freimanner Heide）的名称源自蔓延在弗赖曼周边的石楠荒原景观。自1982年以来，在海德曼大街旁兴起了一个定居点，它最初并无正式名称。为了寻求命名，当地市民参与了讨论。在当时市辖第22区施瓦宾-弗赖曼的一次市民大会上，与会者提议使用弗赖曼荒原的名称，并在1988年9月20日进入市议会的行政管理委员会进行审议。委员会的这项议案最终在1988年9月28日的市议会全体会议中获得通过。此时对于早在1985年6月27日奠基的定居点而言，其工程量已完成了三分之二。全德汽车俱乐部在其制作的慕尼黑地图中也会将定居点的一部分称为弗勒特马宁荒原（不应与原先的装甲草场（德语：Panzerwiese），即今作为欧盟《栖地指令（英语：Habitats Directive）》保护区的弗勒特马宁荒原（德语：Fröttmaninger Heide）混淆）。
- 松园：如今的市分区松园（Kieferngarten）是由三个开拓者组织合并而成。命名者是在1946年9月成立的北慕尼黑开拓者倡导团体协会，其自1949年3月起称自己为“松园开拓者联合会”，并最终在1952年9月更名为松园开拓者组织（Siedlerschaft Kieferngarten）。三个开拓者组织包括在1947年于席斯广场北侧席斯大街创建的席斯广场定居点、1950年在新辟道路——松园街创建的区域（起初无建筑）以及同年扩建的弗赖曼花园定居点。这三个组织于1950年代末以松园为名合并。此外，互助之家定居点和格罗斯科普夫定居点——这是以北慕尼黑开拓者组织主席约翰内斯·格罗斯科普夫命名，也被并入市分区松园。慕尼黑地铁6号线当时的终点站于1968年3月19日获得市议会主管委员会所拟定的站名“松园站”。2006年底，联邦国防军将弗雷德亲王军营（德语：Fürst-Wrede-Kaserne）以北的地皮售予拜仁慕尼黑协会，在建筑规划程序完成后，那里将会为业余爱好者创造更好的体育设施[4][5]。计划兴建的包括有四个体育馆（其中一个容量5000人，其它的观众容量在200人至500人间）、七块足球场、两个篮球场、一个射箭场、一条田径跑道和一个山地自行车道。此外还会有一个会所和一个带400泊位的停车场[6]。
- 洛克定居点：在大拉彭资源回收场北部和11号联邦公路（德语：Bundesstraße 11）旁，慕尼黑-大拉彭碧欧宏工厂（Biohum-Werkes München-Großlappen）的代理人及前企业负责人格奥尔格·洛克原本计划设立一间公司，希望将在大拉彭所积累的污水淤泥（德语：Klärschlamm）继续使用作施肥目的。然而，市政府拒绝发放相关的建造许可证，这就是为什么洛克在已经购得土地后接着需要大部分转卖和进行耕作。这些在野外落成的房屋已在1953年6月进行了必要性翻修。
- 学生城（德语：Studentenstadt Freimann）：随着在慕尼黑就读大学的在册大学生数量日益增多，市议会于1965年3月25日决定，在翁格雷尔街（德语：Ungererstraße）周边开始启动多个大学生宿舍的建设。经过多年的发展，学生城已经具备14栋宿舍楼和2478个宿位，从而成为德国最大规模的学生定居点。学生城通过地铁6号线的同名地铁站与慕尼黑交通及资费联合会（德语：Münchner Verkehrs- und Tarifverbund）的交通网络相连。它坐落在交通便利的德国9号高速公路和法兰克福环路的交叉点旁。

### 于原施瓦宾市及原弗赖曼镇内的共同新分区
- 老荒原（德语：Alte Heide (München)）：1918年，本地工业企业克劳斯-玛菲和BMW连同德意志国铁路成立了一个联合公益住房协会，并按当时流行的拼写命名为，旨在于其经营场所周边提供住房。根据特奥多尔·菲舍尔（德语：Theodor Fischer）的规划，在有很大一部分面积位于施瓦宾和一小部分位于弗赖曼的相关用地中，首期两幢房屋于1919/20年间在北部陵园以北、即今翁格雷尔街畔落成。1920年，称谓沿用至今的正确拼写已被添加至慕尼黑市的地址簿。其与公共交通之间的连接可以通过地铁6号线的同名车站实现。多马克街以北设有慕尼黑及上巴伐利亚以色列宗教区（德语：Israelitische Kultusgemeinde München und Oberbayern）的新以色列人公墓（德语：Neuer Israelitischer Friedhof (München)）。

### 地皮合并

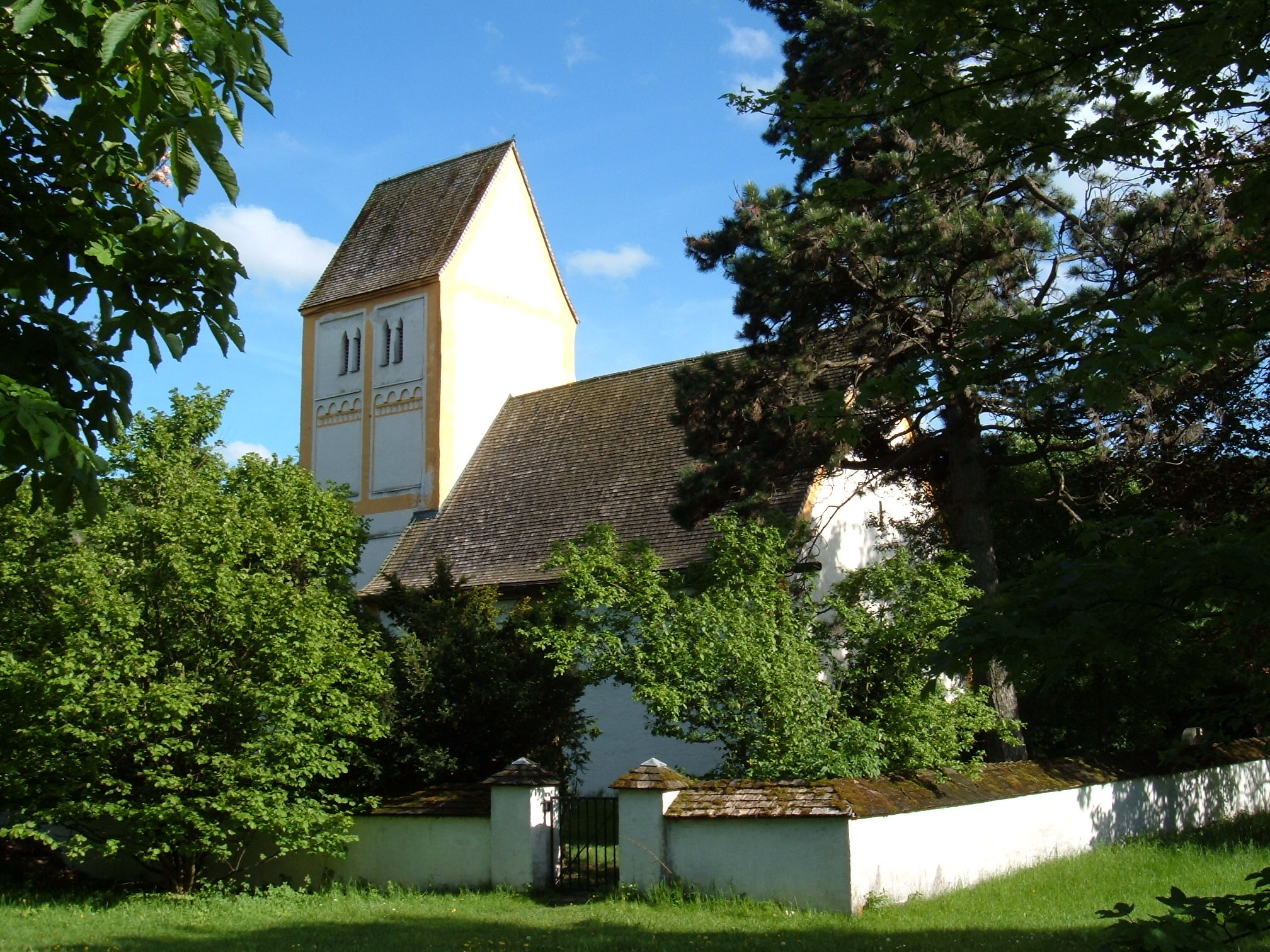
圣十字教堂

如今属于市辖区施瓦宾-弗赖曼管辖的还有村庄弗勒特马宁，它原本是市镇加兴的组成部分。村庄本身仅有圣十字教堂得到保留，其田庄在建设慕尼黑北高速公路交流道及弗勒特马宁山堆填场的过程中被拆除。此外，慕尼黑地铁6号线设有弗勒特马宁站。
弗勒特马宁地区设有安联球场和慕尼黑伊斯兰中心，那里唯一的住宅区是奥恩定居点。

## 概览

### 社会结构
市辖区内的社会结构是不均衡的：任凭弗赖曼独自将非常大面积的工业用地改作他用后并使得施瓦宾拥有高得多的人口密度，区内的社会结构仍是由整个施瓦宾占主导地位。区内的文化水平以及大学以上学历的比例要高于全市平均水平。有四分之三的职位均为白领、公务员和自雇人士。尽管施瓦宾显然是定位为中产阶层地区，但弗赖曼则主要是以工薪阶层和工资等级更低的雇员为代表。
市辖区内有58%的住户为单身家庭，其中的大多数也因为人口密度而处于施瓦宾。15%的住户居住有儿童，这往往可以在弗赖曼发现更多，因为这里除了单户住宅外还存在有大型居住区。带儿童家庭的比例尤其是通过像是在弗赖曼荒原内海德曼街的大型居住区来获得提高。市辖区27%的住户为无子女的多人家庭，这在施瓦宾和弗赖曼的分布相对均匀。在市辖区内的人口年龄比例方面，占主导地位的是20-30岁和50-60岁，这方面在施瓦宾和弗赖曼之间也不存在明显差异。外国人的比例约为27%，略高于全市平均水平。

### 工商业
区内在工业和商业领域的结构形态也是不均匀的。弗赖曼在传统上拥有更多的制造业，而施瓦宾的就业结构则是明确以服务业为主。经过加工行业的一波持续裁员后，加工业和制造业现在只占区内就业岗位的五分之一。工业用地主要分布在弗赖曼，即欧洲工业园以及弗赖曼霍茨尔和弗勒特马宁荒原境内的工业区。如今，弗赖曼也正竭力将就业结构向服务行业转变。大多数新建的行政及写字楼复合体使得就业人数已有显著增加。然而，服务行业的重点仍然是在施瓦宾。这里主要设有银行、保险公司、行政机关及出版社。

### 交通
三条主干道从南－北方向连接施瓦宾及弗赖曼两个市分区：其一为慕尼黑－纽伦堡的德国9号高速公路，其起点设于申肯多夫街，并在弗赖曼及弗勒特马宁设有出入口；然后是利奥波德大街/英戈尔施塔特街以及随后的翁格雷尔街。它们的北延部分首先是斯图里街然后是弗赖辛州县公路。中环公路北侧则组成了13号和11号联邦公路的利奥波德大街及翁格雷尔街路段。在施瓦宾最重要的东－西方向主干道分别是迪特林登街－波茨坦街－莱茵街（继续通往施瓦宾西）、中环公路（伊萨尔环路－申肯多夫街－佩图埃尔环路，继续通往施瓦宾西和米贝茨霍芬）以及多马克街（继续通往米贝茨霍芬）。在弗赖曼最重要的东－西方向主干道则是法兰克福环路和海德曼街，它们均通往市辖区米贝茨霍芬-哈特畔。

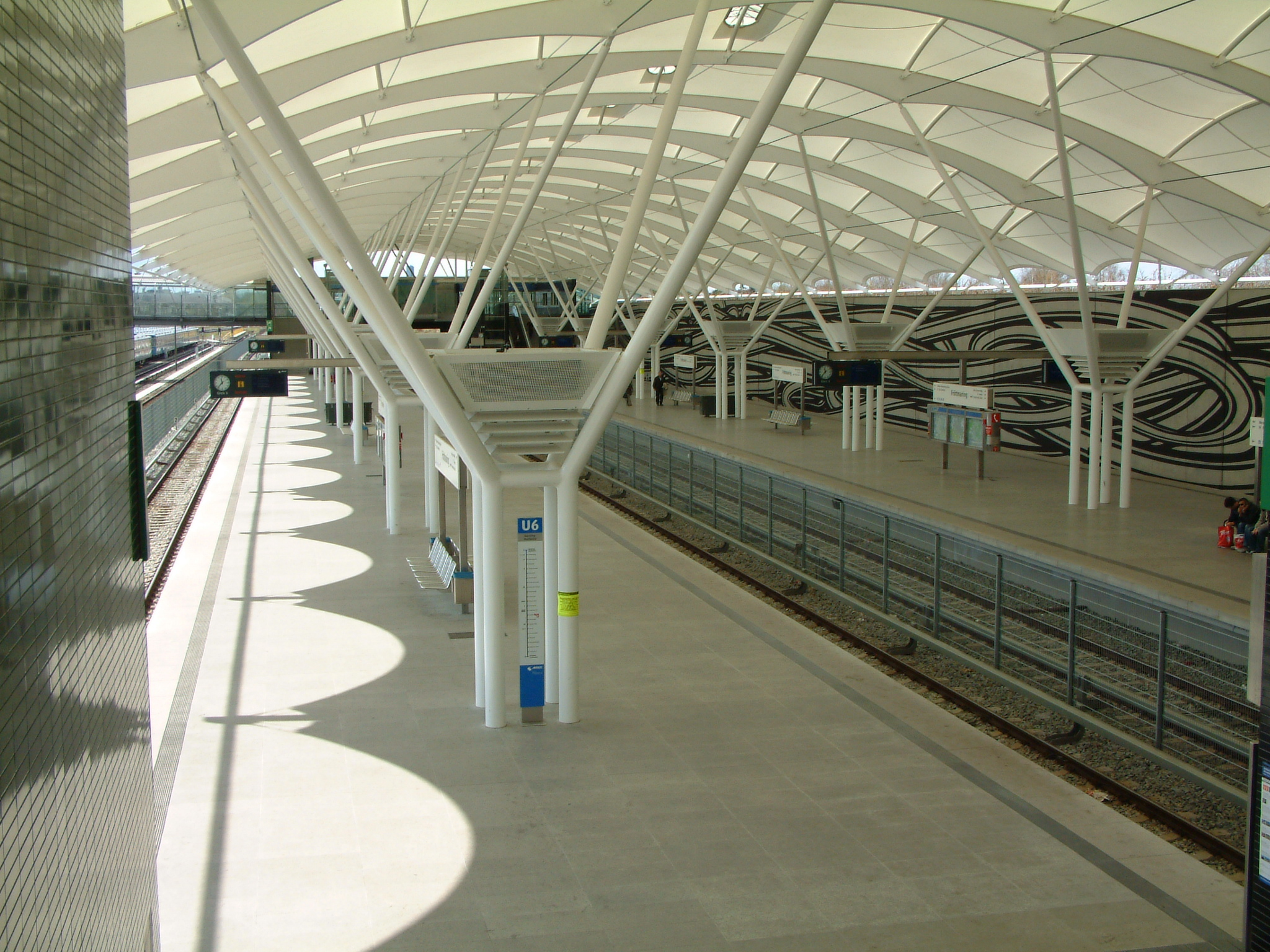
新的弗勒特马宁地铁站

在公共交通中效率最大的是慕尼黑地铁6号线，它在老荒原站之后是以地面运行通往加兴高桥站。在地铁枢纽慕尼黑自由广场站可将地铁6号线分岔为通往奥林匹克中心的3号线，并有多条从这里发往西部和北部以及经由英国花园通往博根豪森的巴士线路。23路有轨电车自2009年12月起会开往施瓦宾公园城和法兰克福环路。在施瓦宾和弗赖曼的各自区域还有其他巴士线路，但对于地铁6号线以西的服务，人们还是可以主要通过迪特林登大街站、老荒原站、学生城站和松园站等地铁站进行换乘。

### 公共设施
市辖区施瓦宾-弗赖曼是大量公共机构的所在地，它们并不仅集中在施瓦宾。在施瓦宾主要设有教育机构以及路德维希·马克西米利安大学研究院的同时，弗赖曼和弗勒特马宁则主要汇集了体育场馆、休憩空间和媒体设施。因此有上述的安联球场位于弗勒特马宁，巴伐利亚电视台演播中心位于库图尔海姆以及慕尼黑展会的指挥中心（MOC）位于弗赖曼。一些业务量大的行业处理设施也主要集中在弗赖曼并从中受益，例如慕尼黑-北高速公路养路段以及在弗勒特马宁的慕尼黑地铁技术基地。然而弗赖曼也会设有科研机构，例如在弗赖曼大学城以北、位于弗勒特环路旁的马克斯·普朗克物理学研究所；或是行政机构，例如新赫贝格弗雷德亲王军营内的德國聯邦國防軍第五防区司令部。此外还有驻扎在巴伐利亚营的德軍部隊。奥恩定居点内则有慕尼黑伊斯兰中心兴建的弗赖曼清真寺，於1973年落成。

## 人口统计
(截至每年12月31日)
| 年份 | 人口   | 外国人（比例）  | 面积 （km²） | 人口密度 （每km²） | 来源及其它数据                                  |
| ---- | ------ | --------------- | ------------ | ------------------ | ----------------------------------------------- |
| 2000 | 57,631 | 12,659 (22.0 %) | 25.6644      | 2,246              | 慕尼黑统计年鉴2001 （页面存档备份，存于） (PDF) |
| 2001 | 59,392 | 13,537 (22.8 %) | 25.6644      | 2,314              | 慕尼黑统计年鉴2002 （页面存档备份，存于） (PDF) |
| 2002 | 60,060 | 13,840 (23.0 %) | 25.6644      | 2,340              | 慕尼黑统计年鉴2003 （页面存档备份，存于） (PDF) |
| 2003 | 60,215 | 14,241 (23.7 %) | 25.6651      | 2,346              | 慕尼黑统计年鉴2004 （页面存档备份，存于） (PDF) |
| 2004 | 59,602 | 13,996 (23.5 %) | 25.6669      | 2,322              | 慕尼黑统计年鉴2005 （页面存档备份，存于） (PDF) |
| 2005 | 59,766 | 14,068 (23.5 %) | 25.6661      | 2,329              | 慕尼黑统计年鉴2006 （页面存档备份，存于） (PDF) |
| 2006 | 62,430 | 14,288 (22.9 %) | 25.6661      | 2,432              | 慕尼黑统计年鉴2007 （页面存档备份，存于） (PDF) |
| 2007 | 63,832 | 14,542 (22.8 %) | 25.6676      | 2,487              | 慕尼黑统计年鉴2008 （页面存档备份，存于） (PDF) |
| 2008 | 64,350 | 14,581 (22.7 %) | 25.6698      | 2,507              | 慕尼黑统计年鉴2009 （页面存档备份，存于） (PDF) |
| 2009 | 63,720 | 14,013 (22.0 %) | 25.6701      | 2,482              | 慕尼黑统计年鉴2010 （页面存档备份，存于） (PDF) |
| 2010 | 65,158 | 14,672 (22.5 %) | 25.6701      | 2,538              | 慕尼黑统计年鉴2011 （页面存档备份，存于） (PDF) |
| 2011 | 66,706 | 15,521 (23.3 %) | 25.6701      | 2,599              | 慕尼黑统计年鉴2012 （页面存档备份，存于） (PDF) |
| 2012 | 68,530 | 16,605 (24.2 %) | 25.6701      | 2,670              | 慕尼黑统计年鉴2013 （页面存档备份，存于） (PDF) |
| 2013 | 69,676 | 17,687 (25.4 %) | 25.6722      | 2,714              | 慕尼黑统计年鉴2014 （页面存档备份，存于） (PDF) |
| 2014 | 71,802 | 19,608 (27.3 %) | 25.6722      | 2,797              | 慕尼黑统计年鉴2015 （页面存档备份，存于） (PDF) |

## 政治
施瓦宾-弗赖曼上一次的区议会选举是在2014年3月16日。其议席分配如下：社民党11席、基社盟10席、绿党6席、自选协2席以及自民党2席。在施瓦宾-弗赖曼共52159名符合投票资格的居民中，有21106人行使了自己的表决权，选民投票率约为40.5%。